# Haya bint Abdulaziz Al-Saud
Haya bint Abdulaziz Al Saud (1929 – Riad, 2 de noviembre de 2009) fue una princesa de la saudí, hija del Rey Abdulaziz y hermana del Rey Saud de Arabia Saudí y Faisal. Fue contemporánea a seis reyes saudíes desde Ibn Saud al Rey Abd Allah.

## Biografía
La princesa Haya nació en 1929. Era hija del King Abdulaziz y Mudhim, esta última de origen armenio. Haya bint Abdulaziz era la segunda de cuatro hermanos. Sus hermanos fueron la Princesa Sultana y dos hermanos varones menores Príncipe Majid y Príncipe Sattam que se convertiría en el gobernador de la provincia de Riad. 
Haya bint Abdulaziz se convirtió en patrona del Saudi Cricket Centre en 2001 de la que fue embajadora del cricket en Arabia Saudí.
Haya bint Abdulaziz se casó con Muhammad bin Saud bin Abdul Rahman Al Saud, sobrino del Rey Abdulaziz. Tuvieron cuatro hijos: una hija Noura y tres hijos Saad, Faisal and Abdul Rahman.

## Muerte y funeral
Haya bint Abdulaziz moría de una larga enfermedad en el King Faisal Specialist Hospital de Riad el 2 de noviembre de 2009. Los príncipes Fahd bin Mohammed bin Abdulaziz, Mutaib bin Abdulaziz, Bandar bin Mohammad bin Abdul Rahman, Badr bin Abdulaziz, Abdul Rahman bin Abdullah bin Abdul Rahman, Khalid Al Faisal bin Abdulaziz, Ahmed bin Abdulaziz y Miqren bin Abdulaziz también asistieron al funeral y rezaron por ella.